# Wawrzyniec Wspaniały
Wawrzyniec Medyceusz (właśc. Lorenzo di Piero de’ Medici; znany jako Wawrzyniec Wspaniały, wł. Lorenzo il Magnifico; ur. 1 stycznia 1449 we Florencji, zm. 8 kwietnia 1492 w willi Carregio) – signor Florencji od 1469 do śmierci, trzeci władca tego państwa z dynastii Medyceuszy. Jeden z najważniejszych polityków doby renesansu, a jednocześnie pisarz, mecenas sztuki, poeta i humanista. Uznawany za władcę wybitnego, wcielony ideał oświeconego księcia-humanisty. Syn Piotra Medyceusza i Lukrecji Tornabuoni, wnuk Kosmy Medyceusza Starszego, ojciec papieża Leona X.
Wawrzyniec, wraz z młodszym bratem Julianem (Giuliano de’ Medici), de facto objął rządy po śmierci swego ojca Piero. W pierwszych latach panowania (1469-1478) skupiał się na polityce wewnętrznej, starając się przekształcić instytucje republikańskie na sposób sprzyjający dynastii medycejskiej. Jednocześnie tłumił bunty i powstania miast zależnych od Florencji (m.in. Prato i Volterry). W polityce zagranicznej starał się powstrzymać ambicje terytorialne papieża Sykstusa IV, zgodnie z duchem Ligi Włoskiej z 1454.
Jego polityka wywołała spisek rodziny Pazzich (1478), którego ofiarą padł młodszy brat władcy, Julian. Nieudana próba zabicia również Wawrzyńca wywołała gniew papieża Sykstusa IV, króla Neapolu Ferdynanda Aragońskiego i wielu innych możnych, obawiających się wzrostu potęgi Medyceuszy i rządzonego przez nich państwa. Dwuletnia wojna przeciwko Florencji przyczyniła się do wzrostu prestiżu Wawrzyńca, tak w krajach włoskich jak i na całym świecie. Władca dał się poznać jako charyzmatyczny przywódca i sprawny dyplomata, któremu w obliczu olbrzymiej przewagi nieprzyjaciół udało się rozbić antyflorencką koalicję, a jednocześnie utrzymać spójność sił wewnętrznych republiki.
W latach 80. XV wieku stał się jednym z najważniejszych przywódców politycznych Półwyspu Apenińskiego, a przez wielu innych władców był traktowany jak suweren. Jednocześnie jego imię urosło do rangi symbolu największego rozkwitu renesansu florenckiego, w dużej mierze dzięki przyjaźni jaką darzył wielu wybitnych myślicieli i artystów swoich czasów, m.in. Poliziano, Ficino, Pico della Mirandolę, Sandro Botticellego czy młodego Michała Anioła.
Po jego przedwczesnej śmierci w 1492 Florencja dostała się pod panowanie jego syna, Piero, jednak wkrótce potem mieszczanie podnieśli bunt przeciw nieudolnemu władcy i przekazali miasto w ręce mnicha Girolamo Savonaroli. Pozbawione zdolności dyplomatycznych Wawrzyńca, państwa włoskie nie zdołały dłużej powstrzymywać zapędów króla Francji Karola VIII Walezjusza, co skutkowało trwającymi blisko sześć dekad wojnami.

## Pochodzenie
Rodzina wywodziła się z wiejskiego regionu Mugello, położonego w górnych partiach rzeki Sieve, prawego dopływu Arno. Wśród legend o początkach rodu jedna z nich wywodzi go od węglarza z Mugello, którego syn został podobno medykiem, skąd nazwisko rodowe „Medyceusze” (wł. Medici) i herb – sześć kul (palle), w których dopatrywano się pigułek, a nawet baniek. Według bardziej epickiej wersji protoplasta rodu miał zmierzyć się z olbrzymem, który, nim został pokonany, uderzył z taką siłą nabijaną kamieniami maczugą w tarczę owego pierwszego Medyceusza, że uczynił w niej sześć okrągłych wgłębień.
Nie wiadomo, kiedy Medyceusze sprowadzili się do Florencji, ale w 1201 w kręgach tamtejszego mieszczaństwa pojawił się Chiarissimo Medici, właściciel kilku domów przy Mercato Vecchio. W 1251 inny przedstawiciel rodu, Giovanni Medici, brał udział w działaniach wojennych przeciw Lombardii. Nie była to jednak rodzina zbyt zamożna. W 1400 taksowano jej majątek na 304 floreny, podczas gdy np. Strozzich na 2062 floreny.
Wybił się dopiero Vieri Medici, który ze swym wspólnikiem Giacomo Venturim założył filię swego przedsiębiorstwa w Wenecji. Źródła nie podają, jakiego typu było to przedsiębiorstwo. W 1382 przyjął do spółki kuzyna Francesca, a w trzy lata później – jego brata, Giovanniego, który miał być znany w historii rodu jako Giovanni di Bicci. Bicci, a następnie jego syn Kosma, stali się twórcami wielkiej fortuny rodu Medyceuszów, którą zapoczątkował bank z kapitałem początkowym 10 000 florenów. Z dokumentów miejskich z 1427 wynika, że odprowadzali podatki z 31 nieruchomości, co wciąż znaczyło niewiele w porównaniu z fortunami Strozzich (54) czy Bardich (60), ale już w 1429 majątek rodzinny sięgnął 180 000, bowiem bank zarządzał pośrednio pożyczkami udzielanymi papiestwu, ciągnąc zyski z prałatur, opactw i przeorstw w całej zachodniej Europie.
Między wielkimi rodami Florencji trwała rywalizacja. Rodziny Albizzich, Strozzich i Uzzano nieprzychylnie spoglądały na dawny pałac Bardich, w którym obecnie zamieszkiwali Medyceusze. Po przegranej wojnie z Lukką i Mediolanem, która spowodowała gwałtowny wzrost podatków, przeciwnicy zdołali doprowadzić do uwięzienia Kosmy, a w 1433 wygnania. Nie minął jednak rok, gdy Kosma powrócił triumfalnie do Florencji i zdobył władzę oraz wpływy. Przez kolejne trzydzieści lat był faktycznym, chociaż nie tytularnym, przywódcą Florencji. Po śmierci w 1464 Florentyńczycy obdarzyli Kosmę Medyceusza tytułem Pater Patriae (Ojca Ojczyzny).

## Młodość
Wawrzyniec urodził się jeszcze za życia dziadka i był pod jego przemożnym wpływem. Na łożu śmierci Kosma przypomniał synowi i wnukom, czego dokonał w sprawach zarządzania miastem oraz w interesach. Trapił się tym, że kierowanie sprawami rodu pozostawił synowi, który był wyjątkowo słabego zdrowia, ale wielkie nadzieje pokładał we wnuku, z którym lubił grywać w szachy.
Piero de’ Medici był aktywnym mecenasem artystów i kolekcjonerem sztuki, jego matka była poetką i przyjaźniła się z Luigim Pulcim i Agnolo Poliziano. Wawrzyniec uważany był za najinteligentniejszego spośród czwórki swojego rodzeństwa; jego nauczyciel, dyplomata Gentile Becchi, był mu zarówno towarzyszem i przewodnikiem. Tematami poruszanymi w trakcie nauki były sprawy męsko-damskie, ale także nauki Platona i Arystotelesa, jak również nauka języków klasycznych. Od 1458 chłopiec słuchał wykładów z poetyki i retoryki na uniwersytecie florenckim i spotykał się z jednym z ludzi renesansu, architektem i filozofem Leonem Battistą Albertim, gdy ten przybywał do Florencji, nadzorując budowę projektowanych przezeń gmachów.
Ojciec wysyłał go z ważnymi misjami dyplomatycznymi. Wawrzyniec pojechał na dwór Francesca Sforzy w Mediolanie (1465), a następnie do Rzymu, gdzie na Stolicy Apostolskiej zasiadł właśnie Paweł II, pragnący podnieść dochody Państwa Papieskiego z eksploatacji złóż ałunu w Tolfie. Młody Medyceusz wywiązał się z misji jak należy: wynegocjował w Kurii Rzymskiej nie tylko wyłączność dystrybucji poszukiwanego w Europie minerału, ale również nadzór nad jego wydobyciem. Odwiedził także Neapol, gdzie udało mu się nawiązać przyjazne stosunki z tamtejszym dworem.

Gdy wrócił do rodzinnego miasta 6 maja 1466, zastał Florencję na krawędzi wojny domowej. Oto we wrześniu 1465 stare rody florenckie Albizzich, Pittich, Neronich i Soderinich dokonały zamachu stanu. Pod ich wpływem Signoria przywróciła dawny system losowania osób ubiegających się o urzędy państwowe. Dokonywana dotąd weryfikacja przydatności kandydatów została zniesiona. Tym samym Medyceusze – jakby mogło się wydawać – utracili wpływ na wybór członków rządu.

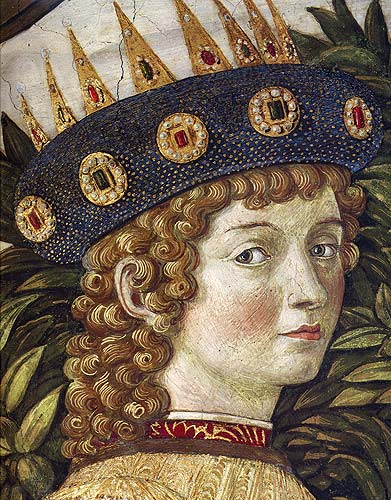
Wawrzyniec w młodości według Gozzolego

Drugim celem opozycji stała się Rada Stu (senat) utworzona przez Medyceuszy i będąca powolnym narzędziem w ich ręku. Było oczywiste, że jeśli opozycjoniści zdobędą większość w nowej Signorii, Rada zostanie zniesiona, a Medyceusze utracą resztki wpływów. W tej sytuacji Piero i Lorenzo zaczęli formować armię w okolicach Careggi i Mugello. Powalony atakiem podagry Piero zdecydował, że łatwiej mu będzie kontrolować sytuację z obronnego pałacu we Florencji, niż z nieobronnej willi w Careggi. Niesiony w lektyce wyruszył w drogę, gdy nagle otrzymał ostrzeżenie od Wawrzyńca, że przeciwnicy szykują nań zasadzkę. Syn radził ojcu ruszyć ku miastu okrężną drogą. Gdy zamachowcy czatowali na drogach, Piero de’ Medici cichcem dotarł do swego pałacu.
Od tej chwili wypadki potoczyły się bardzo szybko: wbrew przewidywaniom opozycji nowa Signoria składała się niemal wyłącznie z ludzi oddanych Medyceuszom, zaś uznany za „niedorostka” Wawrzyniec mógł bez przeszkód działać na rzecz ojca i rodziny. Pierwszym, który ukorzył się i przeszedł 29 sierpnia do obozu Medyceuszów, był sam inicjator buntu Luca Pitti; niepokornych, ale było ich zaledwie kilku, skazano na 20-letnią banicję.
Wygnańcy nie zrezygnowali. Niccolò Soderini cieszył się poparciem władz republiki weneckiej, które zezwoliły mu na skorzystanie z usług znanego kondotiera Bartolomeo Colleoniego, który 10 maja 1467 przeprawił się przez Pad na czele 8000 konnicy i 6000 piechoty. 23 lipca doszło do nierozstrzygniętej potyczki pod Riccardiną, a wkrótce do zawarcia wymuszonego przez papieża pokoju. Piero de’ Medici wyszedł z tej próby zwycięsko: terytorium florenckie pozostało nietknięte, a nawet nieznacznie powiększyło się.

## Blaski i cienie władzy
Wawrzyniec objął władzę we Florencji po śmierci ojca w grudniu 1469 roku i – podobnie jak on – został mecenasem sztuk. Mieszkał w Palazzo Medici, wzniesionym w roku 1444 przez Michelozza do Bartolommeo, którego nieco przyciężki styl przyjął się w całej Europie. Pracował dlań Domenico Ghirlandaio, który był mistrzem Michała Anioła i Andrea del Verrocchio, mistrz Leonarda da Vinci.

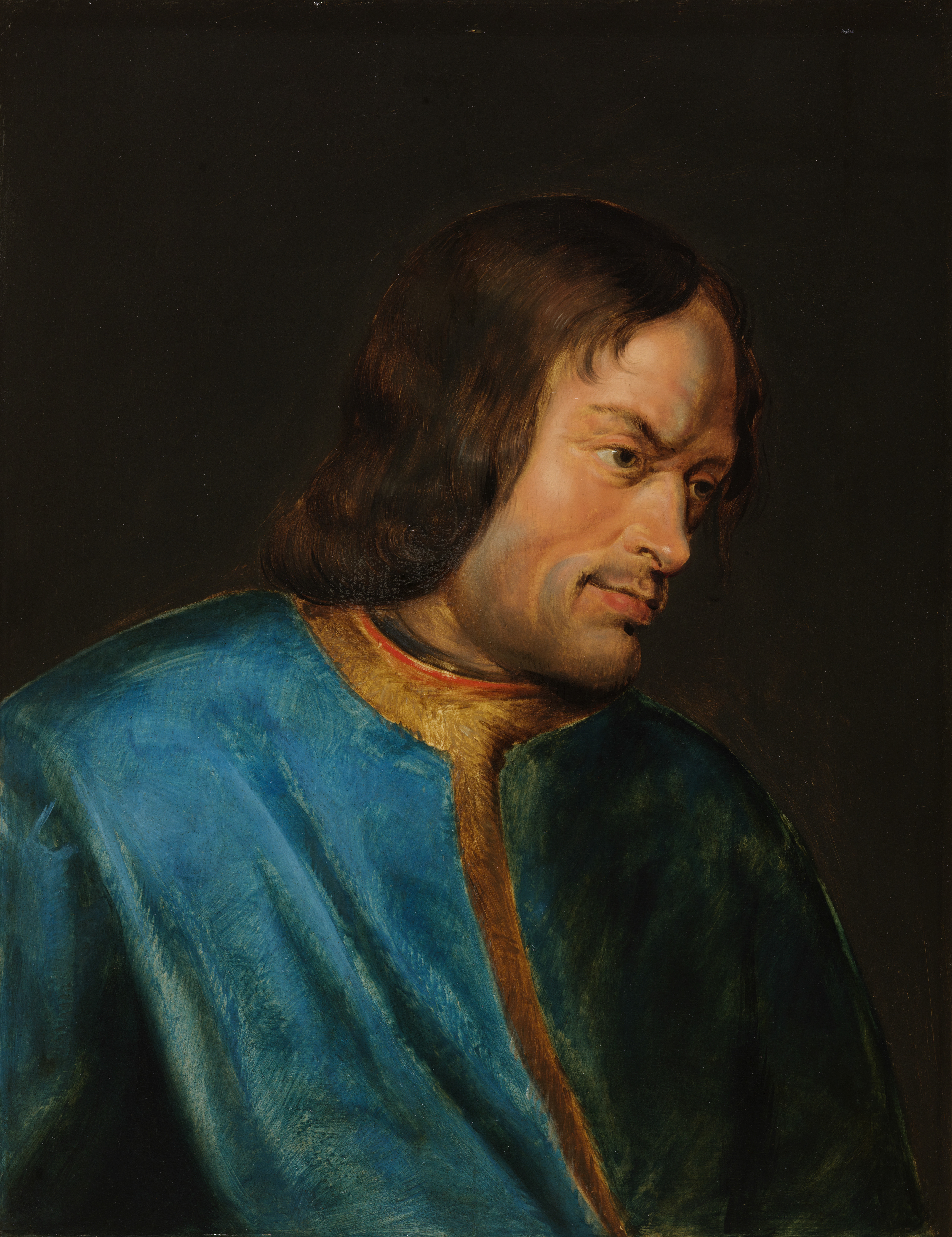
Wawrzyniec Wspaniały według Rubensa

Początki rządów nie były łatwe. Najpierw (1471) doszło do zatargu z Signorią Volterry, co omal nie skończyło się ogólnowłoską wojną, czemu zapobiegł znany kondotier, pan na Urbino, Federico da Montefeltro. W czerwcu 1472 roku zmusił on do kapitulacji i złupił to małe miasto. Następnie (1473) wybuchła rewolta w Prato, gdzie pragnienie autonomii szło w parze z zawiścią lokalnych kupców wobec florenckich rywali, ale gdzie ostatecznie przywrócono status quo ante i bezlitośnie ukarano buntowników.
Od strony finansowej fatalny okazał się rok 1473. W kwietniu kaper gdański Paweł Beneke przechwycił florencką galerę z ładunkiem ałunu i jedwabiu, oraz z obrazem Sąd Ostateczny Memlinga, którą to stratę bank Medyceuszy wycenił na 48 000 florenów. Straty przynosiła również filia banku Medyceuszy w Brugii. Tamtejszy agent pożyczył burgundzkiemu władcy, Karolowi Zuchwałemu, znaczne sumy, które ostatecznie przepadły wraz ze śmiercią księcia w bitwie pod Nancy w 1477 roku. Obliczono, że bank Medyceuszy dostarczył firmie w Brugii łącznie 88 084 dukaty, a odzyskał zaledwie 12 500.
Dwa lata wcześniej, w marcu 1471 roku, do Florencji przybył na czele pysznego orszaku Galeazzo Maria Sforza, książę Mediolanu. Ta wizyta jednego z największych dłużników Medyceuszy zapoczątkowała wejście Wawrzyńca na pole polityki międzynarodowej. Już w kilka lat później zdołał zawrzeć traktaty pokojowe z dotychczasowymi wrogami: Neapolem i Wenecją.
Tymczasem pojawiło się nowe niebezpieczeństwo. Po papieżu Pawle II nastał 25 sierpnia 1471 roku kardynał Francesco della Rovere z Savony, który przyjął imię Sykstusa IV. Wawrzyniec wiele sobie obiecywał po tym pontyfikacie i dlatego 23 września udał się w towarzystwie pięciu notabli do Rzymu. Przyjęty został serdecznie, ale nie zrozumiał, że nowy papież mu nie ufa. Pontyfik wspierał członków własnej rodziny. Klan Rovere zyskał nawet poparcie księcia Mediolanu, któremu papież przyobiecał rzekomo koronę Italii. W otoczeniu biskupa Rzymu coraz częściej pojawiali się niechętni Medyceuszom przedstawiciele florenckiego rodu Pazzich. W tej sytuacji 2 listopada 1474 roku Florencja podpisała z Wenecją i Mediolanem układ o utworzeniu tzw. „ligi defensywnej”. Papiestwo odpowiedziało na to zawarciem przymierza z Ferrarą i zerwaniem – w czerwcu 1476 roku – „układu ałunowego” z Medyceuszami, przekazując eksploatację złóż spółce Pazzich na okres 10 lat. W tym samym roku zamordowany został przez własnych dworzan najsilniejszy sprzymierzeniec Wawrzyńca, Galeazzo Sforza.

## Spisek Pazzich i wojna z papiestwem
W Niedzielę Wielkanocną 26 kwietnia 1478 roku grupa spiskowców zaatakowała Wawrzyńca i jego brata Juliana podczas nabożeństwa we florenckiej katedrze Santa Maria del Fiore (Duomo). Zamachowcami kierowali przedstawiciele rodziny Pazzich, wspieranej przez arcybiskupa Pizy Francesco Salviatiego, a inspirowanej przez papieża Sykstusa IV (Wawrzyniec pozostawał z nim od kilku lat w konflikcie), który chciał zastąpić Wawrzyńca swoim siostrzeńcem Girolamo Riario.

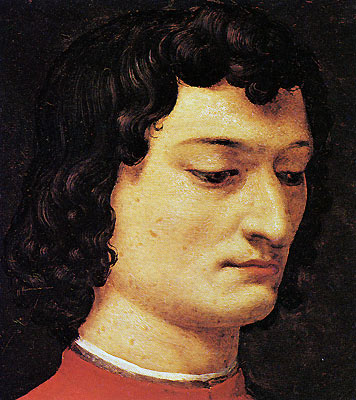
Giuliano de’ Medici, mal. Bronzino

Lekko ranny w szyję Wawrzyniec zdołał skryć się w zakrystii, ale Julian został zamordowany przez Bernardo Bandiniego i Franciszka Pazziego. Wawrzyniec wkrótce wrócił do swego pałacu, skąd zarządzał kontrakcją. Doszło do walk ulicznych oraz w siedzibie Signorii. Spisek przy zdecydowanym poparciu mieszkańców Florencji dla Medyceuszy (wykrzykujących hasło „palle, palle, palle”, czyli „kule”, herb Medyceuszy) został brutalnie stłumiony. Uczestników spisku wyłapano, niektórych zamordowano na ulicach miasta, a najważniejszych (między innymi arcybiskupa) powieszono w oknach Palazzo Vecchio.
W odpowiedzi rozwścieczony papież Sykstus IV obłożył Wawrzyńca de’ Medici ekskomuniką. Kiedy ta nie podziałała, papież zawarł sojusz z królem Neapolu Ferrante, którego syn Alfons, książę Kalabrii, ruszył na Florencję. Na granicy Toskanii dołączył doń 3 lipca Federico da Montefeltro, dowódca wojsk papieskich. Wojna była długa, ale niezbyt krwawa. Jesienią 1479 roku Książę Kalabrii przegonił wojska florenckie spod Poggio Imperiale i zatrzymał się dopiero pod miasteczkiem Colle di Val d’Elsa, które niespodziewanie stawiło zacięty opór. To spowodowało, że zima 1479/1480 zastała go w polu zaledwie 15 km od bram Florencji. Gdyby Toskanię zaatakował dodatkowo Ludovico Il Moro, nowy władca Mediolanu, Florencja musiałaby ulec. Dlatego Wawrzyniec podjął akcję dyplomatyczną, wysyłając swych ambasadorów do Mediolanu. Już wkrótce Il Moro powiadomił go, że Ferrante, któremu zaczął przeszkadzać Girolamo Riario, jest gotów negocjować. Dzięki osobistej wizycie w Neapolu, Wawrzyniec zdołał w marcu 1480 roku doprowadzić do zawarcia pokoju i wyciszenia sytuacji w całych Włoszech.

## Pan Florencji
12 sierpnia 1484 roku zmarł papież Sykstus IV, a w 17 dni później konklawe wybrało genueńskiego kardynała Giambattistę Cibo, który przyjął imię Innocentego VIII. Początkowo stosunki między stolicą apostolską a Florencją nie były najlepsze, ale w roku 1487 nastąpił przełom. Wawrzyniec wydał swą córkę Maddalenę za Franceschetta Cibo, nieślubnego syna papieża, zaś w dwa lata później syn, Giovanni de’ Medici, otrzymał kapelusz kardynalski. W związki małżeńskie wstąpił również Piero de’ Medici, następca ojca, który pojął za żonę Alfonsinę Orsini. Te radosne dla rodu Medyceuszy dni przyćmiła śmierć Clarice, żony Wawrzyńca, od dawna chorującej na gruźlicę.

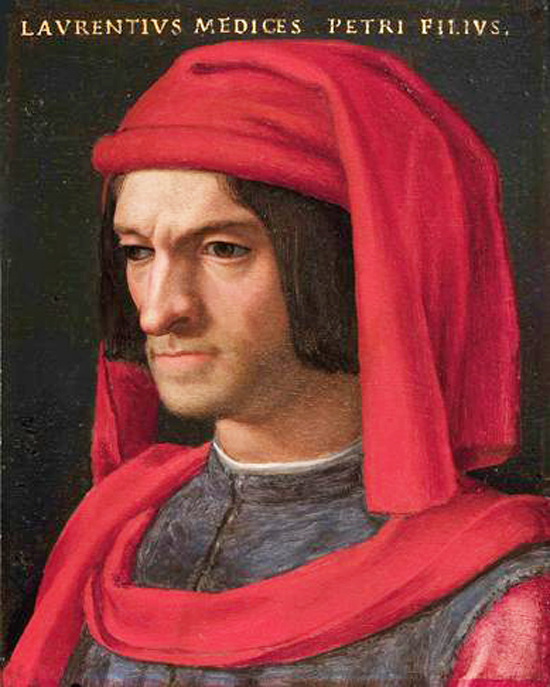
Lorenzo de’ Medici w wieku dojrzałym

Dwór Medyceuszy pełen był wybitnych artystów XV wieku. Wawrzyniec opiekował się Pierem del Pollaiuolo, Andreą del Verrocchio, Leonardem da Vinci, Sandro Botticellim, Domenico Ghirlandaio i Michałem Aniołem. Dzięki niemu Florencja stała się głównym ośrodkiem włoskiego odrodzenia i zrodziła się legenda „florenckiego złotego wieku”. Wawrzyniec sam był artystą. Pisał wiersze w dialekcie toskańskim. Jego poezja opiewała radość życia, aczkolwiek w późniejszych pracach przeważała nutka melancholii i zadumy nad niestabilnością ludzkiego losu:

Młodości piękna pora nie przywróci
I nie przybieży czas niegdyś stracony
Ileż to rzeczy w młodości się ceni,
Jak wiele piękna jest w kwiecie wiosennym!
Canzoni a ballo, II

Sławną później bibliotekę Medyceuszy zapoczątkował Kosma, a Wawrzyniec ją rozbudował. Jego agenci sprowadzali ze Wschodu znaczne ilości dzieł poetów, filozofów i dramatopisarzy starożytnych, które były kopiowane w pałacowych warsztatach i rozprowadzane po całej Europie. Wspierał humanizm w kręgach zaprzyjaźnionych ludzi nauki, którzy studiowali dzieła greckich filozofów i próbowali łączyć filozofię platońską z naukami Kościoła.  W grupie tej, zorganizowanej w Akademii Florenckiej, znajdowali się tacy filozofowie jak Marsilio Ficino, Angelo Poliziano i Giovanni Pico della Mirandola.

## Ostatnie lata

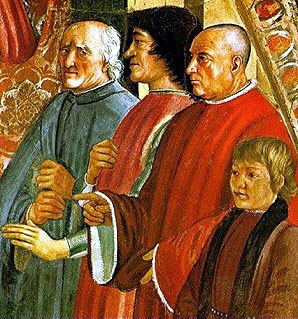
Wawrzyniec w otoczeniu notabli

W schyłkowych latach życia Wawrzyńca sprawy finansowe Medyceuszy miały się coraz gorzej. Upadały kolejne filie ich banku, podobnie zresztą jak wszystkie banki włoskie tej doby. W rezultacie Wawrzyniec coraz częściej musiał polegać na pożyczkach państwowych, co w rezultacie zrujnowało rodzinną fortunę i doprowadziło do upadku.
Pod koniec życia Wawrzyńca Florencja znalazła się pod przemożnym wpływem kaznodziei z Ferrary Savonaroli, który w przekonaniu o zbliżającym się końcu świata nawoływał do moralnej odnowy w Kościele. Wawrzyniec odegrał znaczącą rolę w sprowadzeniu Savonaroli do Florencji.
Jeszcze nim ukończył czterdziesty rok życia Wawrzyniec Medyceusz cierpiał na postępujące problemy ze zdrowiem: dokuczały mu chroniczny artretyzm i podagra, wyglądał także dużo starzej, niżby na to wskazywał jego wiek. Uskarżał się także na opuchliznę szyi uniemożliwiającą normalne przełykanie. Podobnie jak jego ojca Piero di Cosimo de’ Medici i wielu ich krewnych, także i Wawrzyńca choroba zmusiła do prowadzenia siedzącego trybu życia, co przyczyniło się do przemiany niegdyś atletycznie zbudowanego młodzieńca w schorowanego i słabowitego mężczyznę. Jak podaje Agnolo Poliziano w jednym z listów, w ostatnim okresie życia Wawrzyniec niemal codziennie cierpiał na gorączkę i doznawał strasznego bólu żył, tętnic, członków, jelit, nerwów, kości i szpiku. Z kolei ambasador Ferrary raportował swoim mocodawcom, że Przesławny Lorenzo cierpi tak straszliwie, że doprawdy trudno zrozumieć jak umie wytrwać.

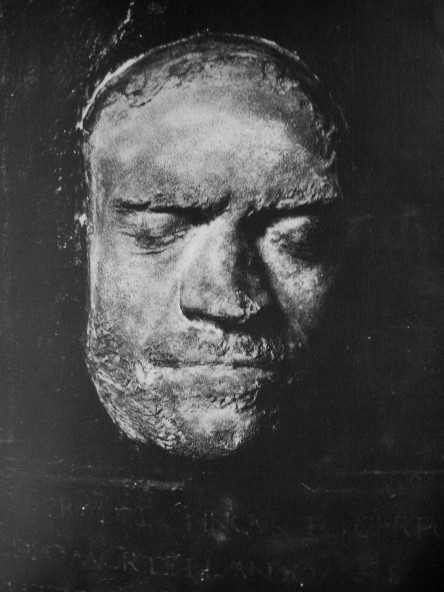
Maska pośmiertna Wawrzyńca

18 marca 1492 poczuł się jednak na tyle dobrze, że zdecydował się na podróż do willi Careggi, letniej rezydencji rodu, dokąd w ostatnich dniach życia udał się także jego ojciec, a przed nim dziad Wawrzyńca, Kosma Medyceusz Starszy. Jak przypuszcza biograf księcia, Miles J. Unger, była to świadoma decyzja, by ostatnie dni spędzić z dala od zgiełku miasta, w otoczeniu najbliższych. W ostatniej podróży towarzyszyła mu siostra Bianca da' Medici, wkrótce dołączyli do nich także Piero i Lucrezia, a także najbliżsi przyjaciele władcy, w tym Pico della Mirandola, a także dwóch bądź trzech lekarzy. Jednym z zaskakujących gości w willi w ostatnich dniach księcia był Girolamo Savonarola, który udzielił władcy swojego błogosławieństwa. 6 kwietnia stan księcia był już bardzo ciężki i nadworni lekarze władcy orzekli, że śmierć Wawrzyńca to tylko kwestia czasu.
8 kwietnia stan zdrowia Wawrzyńca pogorszył się po raz ostatni, a po zachodzie słońca książę zmarł, otoczony przyjaciółmi i krewnymi. W owym czasie we Florencji, zgodnie z tzw. kalendarzem florenckim, za początek nowego dnia uznawano zachód słońca dnia poprzedniego, wobec czego za datę śmierci uznaje się 9 kwietnia. Nie jest jednak jasne czy zgon nastąpił już po północy (a więc 9 kwietnia wedle współczesnej rachuby czasu), czy jeszcze przed nią, stąd w niektórych źródłach podaje się datę 8 kwietnia.
Lorenzo spoczywa wraz ze bratem Julianem w kaplicy zaprojektowanej przez Michała Anioła w kościele San Lorenzo we Florencji. Odszedł w przeddzień rozpoczęcia epoki wielkich odkryć geograficznych; w zaledwie 6 miesięcy później Krzysztof Kolumb dotarł do „Nowego Świata”. Wraz z jego zgonem głównym ośrodkiem włoskiego renesansu stał się – w miejsce Florencji – na całe następne stulecie Rzym.

## Małżeństwo i potomstwo
4 czerwca 1469 roku Wawrzyniec poślubił Klarysę Orsini, córkę Giacomo Orsiniego, pana Monterotondo i Bracciano, i jego żony – Maddaleny. Z małżeństwa tego zrodziło się dziewięcioro potomstwa:
- Lukrecja Medycejska (1470–1553), żona Giacomo Salviati, babka papieża Leona XI,
- Piotr II Medyceusz (1471–1503),
- bliźnięta bez imion (ur. w marcu 1472 roku zmarły krótko po urodzeniu),
- Magdalena Medycejska (1473–1528), żona Franciszka Cyba – nieślubnego syna późniejszego papieża Innocentego VIII,
- Jan Medyceusz (1475–1521), papież Leon X,
- Luiza Medycejska (1477–1488), zaręczona z kuzynem Janem Medyceuszem, zwanym Il Popolano
- Contessina Medycejska (1478–1515), żona Piero Ridolfi, nazwana imieniem po babce Contessinie de’ Bardi[63][64]
- Julian Medyceusz (1479–1516), książę Nemours.

Spadkobiercą i następcą Wawrzyńca Wspaniałego został (na okres zaledwie dwóch lat) jego pierworodny syn Piotr.